# Licínio (Monarquia Lusitana)
Licínio ou Caco é uma figura lendária, supostamente um capitão de Baco, fazendo parte da lista de reis mencionados por vários autores portugueses e espanhóis, entre os Séc. XVI e XVIII.
Bernardo de Brito refere que Licínio teria sucedido a Lísias na parte lusitana, mas teria entrado em conflito com Palatuo, sucessor de Romo na Andaluzia.

## Monarchia Lusytana (de Bernardo Brito)
Na Monarchia Lusytana, Bernardo de Brito diz "Chegaram a ter vista um do outro, em uns montes, a quem desta rota chegou a ficar o nome 'Monte do Caco', porque Licínio se chamava também assim, e agora corrupto o vocábulo se chama 'Moncayo'. " 
Licínio chega a derrotar completamente Palatuo, tomando controlo tirânico de quase toda a península. Palatuo procura depois auxílio, por ocasião da paragem da expedição̟ de Argonautas no Rio Guadalquivir, onde militava um certo Hércules grego. Recuperando a tradição da derrota de Caco perante Hércules, o mesmo Licínio (Caco) será derrotado por este Hércules, que recolocará Palatuo no governo.
É mencionado na Monarchia Lusytana no Capítulo 19:

De Licínio, capitão dos Lusitanos, e das batalhas que teve com Palato, rei da Andaluzia, até que Hércules Grego chegou a Espanha, com favor do qual Licínio ficou vencido, e Palatuo seguro em seu reino..